# دوريس روبرتس
دوريس روبرتس (بالإنجليزية: Doris Roberts)‏‏ (4 نوفمبر 1925 في سانت لويس- 17 أبريل 2016) ممثلة أمريكية بدأت مسيرتها الفنية عام 1951. كما أنها من الفائزات بجائزة إيمي. اشتُهرت بتمثيلها دور ماري بارون في مسلسل الجميع يحب رايموند (1996 - 2005)، وفازت بأربع جوائز إيمي عن دورها في المسلسل. كما أنها نشطت في السنوات الأخيرة من حياتها بدعم الجمعيات الخيرية.
توفيت الممثلة دوريس روبرتس Doris Roberts نجمة المسلسل الشهير " Everybody Loves Raymond " في لوس أنجلوس عن عمر ناهز الـ 90 عاماً لأسباب طبيعية.

## الأعمال
- مودي
- فول هاوس
- الجميع يحب رايموند
- غرباء في السندرة 2009
- ذا ميدل

## وصلات خارجية
- دوريس روبرتس على موقع IMDb (الإنجليزية)
- دوريس روبرتس على موقع روتن توميتوز (الإنجليزية)
- دوريس روبرتس على موقع ألو سيني (الفرنسية)
- دوريس روبرتس على موقع أول موفي (الإنجليزية)
- دوريس روبرتس على موقع قاعدة بيانات برودواي على الإنترنت (الإنجليزية)
- دوريس روبرتس على موقع قاعدة بيانات الأفلام السويدية (السويدية)
- دوريس روبرتس على موقع إن إن دي بي (الإنجليزية)
- دوريس روبرتس على موقع قاعدة بيانات الفيلم (الإنجليزية)
- دوريس روبرتس على موقع كينوبويسك (الروسية)